# Jean-Pierre Alba
Jean-Pierre Alba, né le 27 mars 1938 à Aïn El Hadjar (Algérie) et mort le 25 décembre 2015 à Nice, est un footballeur français.
Deux fois champion de France, il dispute notamment 221 matchs de D1 (pour 45 buts) et 11 matchs de Coupe d'Europe.

## Carrière
Repéré au Gaité Club Saïda, ce milieu offensif talentueux commence sa carrière professionnelle à 18 ans à l'OGC Nice, avec lequel il remporte le championnat de France en 1955-1956 mais surtout en 1958-1959, une saison durant laquelle il joue 31 matchs et inscrit 10 buts. La saison suivante, il dispute la Coupe d'Europe des clubs champions. 
Sélectionné avec l'équipe de France des moins de 18 ans pour le championnat d'Europe 1956 (en), Alba dispute quelques années plus tard deux matchs avec l'équipe de France espoirs : le 11 novembre 1959 contre l'Angleterre et le 11 décembre 1960 face à la Grèce.
En 1962, il signe au Stade français où il joue cinq nouvelles saisons dans l'élite avant la relégation du club. Il part alors au SC Toulon, en D2 où il termine sa carrière en 1972.

## Palmarès
- Champion de France en 1956 et 1959 avec l'OGC Nice